# Montussaint
Montussaint település Franciaországban, Doubs megyében. Lakosainak száma 54 fő (2022. január 1.). Montussaint Montagney-Servigney, Avilley, Mondon, Puessans, Rognon, Tallans és Montbozon községekkel határos.

## Népesség
A település népességének változása:
| Lakosok száma | 92   | 65   | 58   | 61   | 65   | 60   | 58   | 56   | 55   | 54   |
|               | 1968 | 1982 | 1990 | 2006 | 2013 | 2015 | 2017 | 2019 | 2020 | 2022 |